# 佐賀県道321号黒川松島線
佐賀県道321号黒川松島線（さがけんどう321ごう くろがわまつしません）は、佐賀県伊万里市を通る一般県道である。

## 概要
伊万里市黒川町大黒川から伊万里市松島町に至る。
また、伊万里市木須町から同市松島町に至る道路が本道のバイパス道路として指定されており、国道204号のバイパスとしての役割を果たす。

### 路線データ
- 起点：佐賀県伊万里市黒川町大黒川（国道204号交点）
- 終点：佐賀県伊万里市松島町（松島搦交差点、国道204号交点）

## 歴史
- 1997年度（平成9年度） - 松島工区事業化[1]。
- 2013年（平成25年）11月8日 - 佐賀県告示第345号により、伊万里市立牧島小学校南側 - 木須町交差点間の区間が国道204号に指定替えされる[2]。
- 2015年（平成27年）3月31日 - 佐賀県告示第200号により、木須町交差点 - 川西交差点の国道204号旧道の国道指定の解除に伴い、木須町交差点 - 松島町間が本路線に変更となる[3]。
- 2018年（平成30年）3月17日 - 都市計画道路大坪木須線（延長610 m）開通[4]。
- 2019年（平成31年）2月26日 - 佐賀県告示第59号により、伊万里市民センター入口交差点 - 松島搦交差点間の区域を追加指定[5]。
- 2023年（令和5年）3月31日 - 佐賀県告示第79号により、伊万里市民センター入口交差点 - 木須町交差点間の旧道の県道の指定が解除される[6]。

## 路線状況

### 道路施設

#### 橋梁
- 川久保橋（脇田川、伊万里市）

## 地理

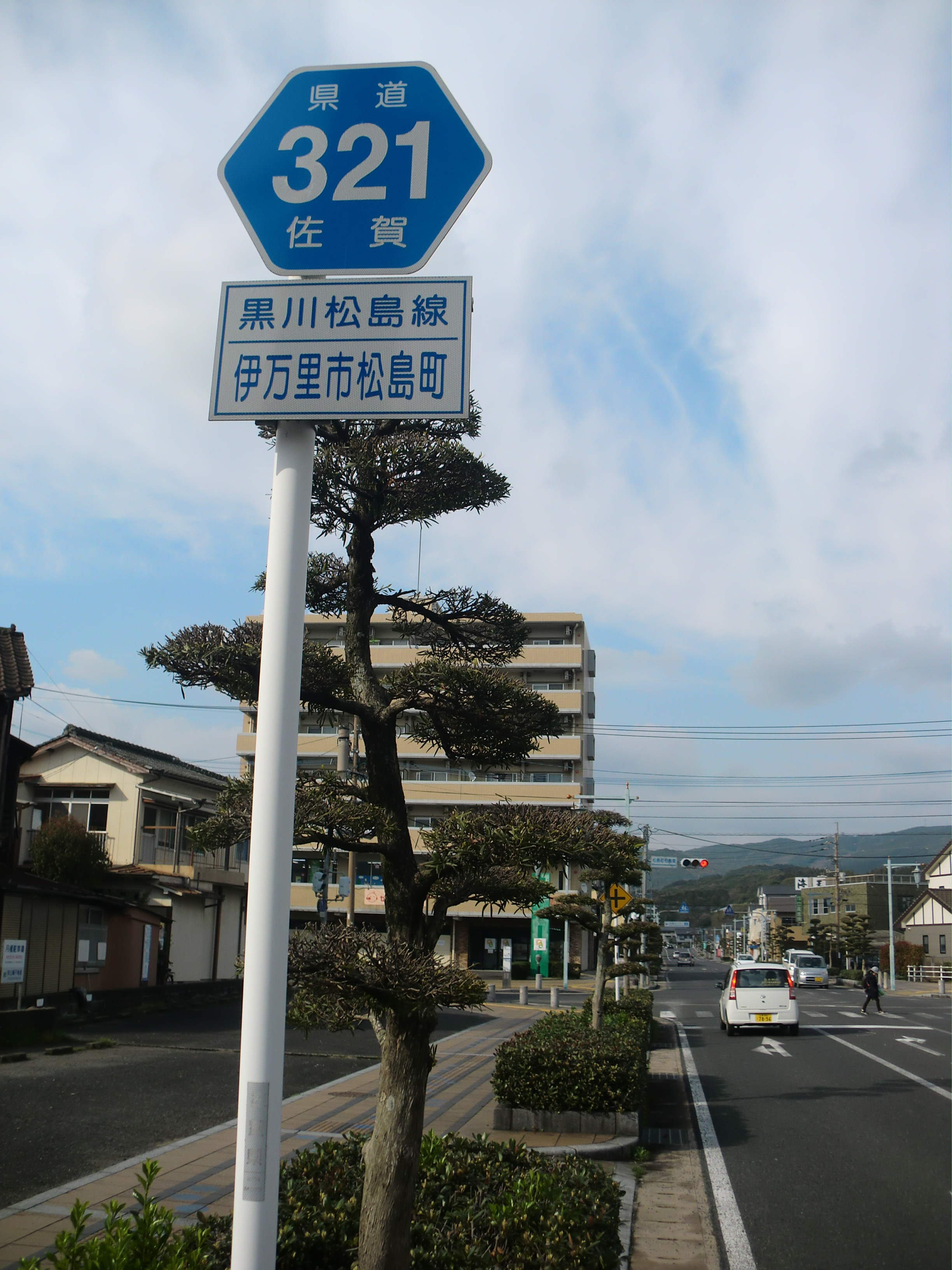
佐賀県道321号黒川松島線旧道。伊万里市で撮影

### 通過する自治体
- 伊万里市

### 交差する道路
| 交差する道路            | 交差する場所 | 交差する場所        |
| ----------------------- | ------------ | ------------------- |
| 国道204号               | 黒川町大黒川 | 起点                |
| 佐賀県道297号塩屋大曲線 | 黒川町大黒川 |                     |
| 国道204号               | 松島町       | 松島搦交差点 / 終点 |

### 沿線
- 佐賀県立伊万里実業高等学校 商業キャンパス